# 제1차 무장 중립 동맹

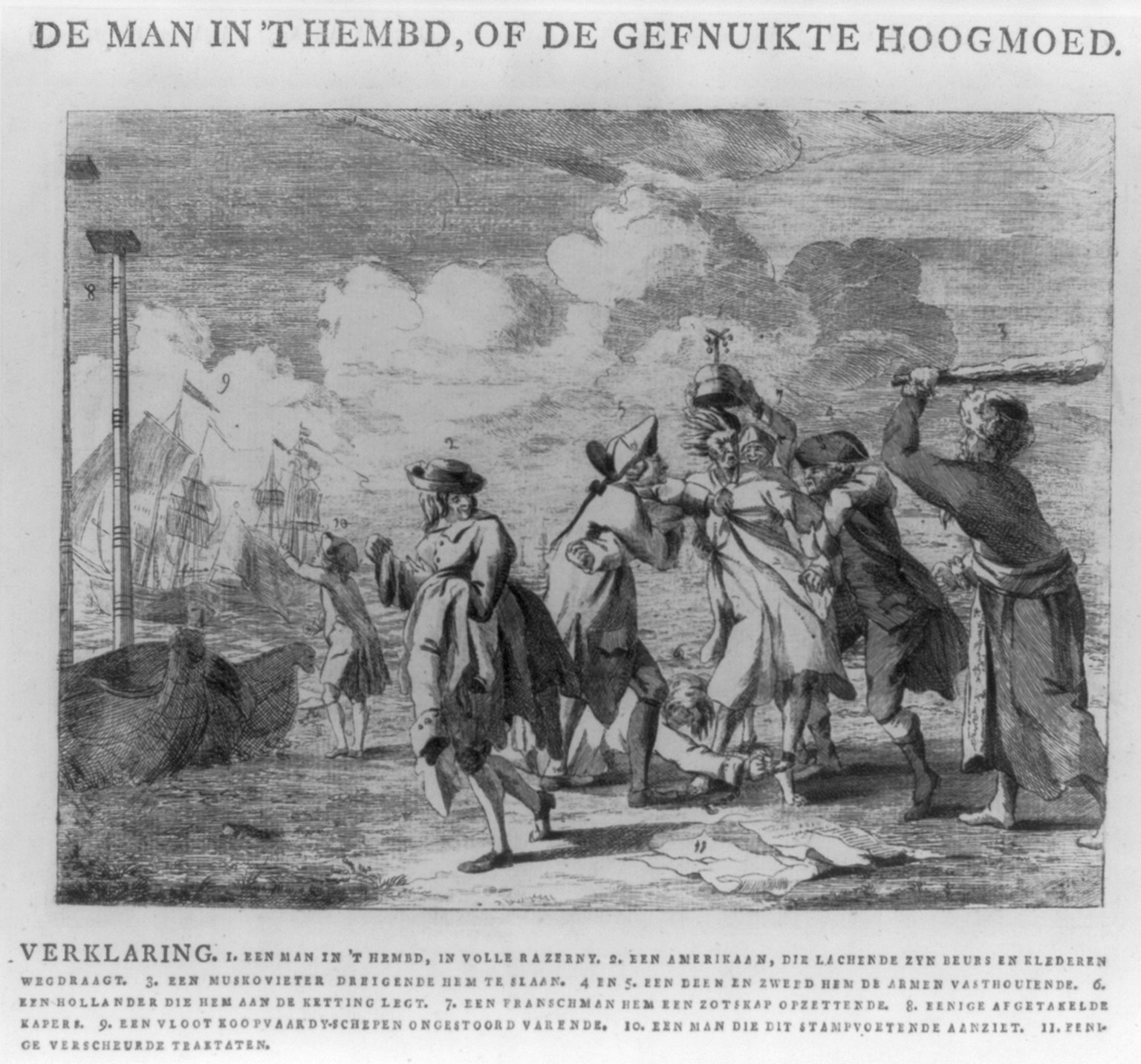
잠옷을 입은 남자(영국을 대표)가 여러 남자(제1차 무장 중립 동맹과 부르봉 동맹을 대표)에게 공격받는 네덜란드 만화. 그는 스웨덴인과 덴마크인에게 붙잡혀 있고, 프랑스인은 그의 머리에 바보 모자를 씌우고, 네덜란드인은 그의 발목에 수갑을 채우고, 미국인은 그의 옷을 가지고 도망가고, 러시아인은 곤봉으로 그를 때리려 한다. 배경에는 상선대가 바다로 나아가고 있다.

제1차 무장 중립 동맹은 1780년부터 1783년까지 유럽 해군 강대국들의 군사동맹으로, 미국 독립 전쟁과 영국-프랑스 전쟁 동안 프랑스 밀수품에 대한 영국 왕립 해군의 중립 해운 무제한 수색 정책으로부터 중립국 해운을 보호하기 위한 것이었다.
당시 영국의 해군은 7년 전쟁 이후 세계 최강의 해군력을 보유하고 있었고, 자국 식민지의 반란을 진압하기 위해 제3국이 반란 식민지와 무역하는 것을 체계적으로 차단하고 있었다. 실제로는 반란 식민지와 직접 관련이 없는 중립국 선박도 자주 나포되어 영국 항구로 압송되었다. 이에 따라 예카테리나 2세는 중립국 선박의 항해 자유를 보호하기 위해 중립 동맹 조약을 제안했고, 이 조약에는 군사적 또는 해군용 물자, 즉 전쟁 물자를 운송하는 선박은 예외로 한다는 조항이 포함되어 있었다. 이 동맹에는 스웨덴과 덴마크, 나폴리 왕국, 오스만 제국 등이 참여했다. 그러나 네덜란드 공화국은 영국을 자극할 수 있다는 우려로 참여를 주저했고, 이로 인해 오히려 1780년 12월 20일 영국의 공격을 받게 되었다. 그 결과 제4차 영국-네덜란드 전쟁이 발발했다.
결국 이 동맹은 실질적인 효과를 거두지 못했고, 예카테리나 2세조차 이를 무의미한 무장이라 표현했다. 그러나 국제법의 역사에서는 중립국의 무역 권리를 보호하기 위한 첫 시도로 평가된다.

## 시작
러시아의 예카테리나 2세는 미국 독립 전쟁 중인 1780년 3월 11일에 러시아의 무장 중립 선언을 통해 제1차 동맹을 시작했다. 그녀는 중립국이 무기와 군사 물자를 제외하고는 교전단체 국민들과 해상 무역을 방해받지 않을 권리를 지지했다. 러시아는 전체 해안의 봉쇄는 인정하지 않고 개별 항구의 봉쇄만 인정했으며, 그마저도 교전국의 군함이 실제로 존재하거나 근처에 있을 경우에만 인정했다. 러시아 해군은 이 명령을 집행하기 위해 3개 전대를 지중해, 대서양, 북해로 파견했다.
러시아의 중립국 동맹 제안을 받아들인 덴마크-노르웨이와 핀란드를 지배했던 스웨덴은 해운에 대해 동일한 정책을 채택했고, 세 나라는 양자 협정을 체결한 후 1780년 8월에 삼자 협정을 통해 동맹을 결성했다. 이들의 의도는 자신들의 선박을 호송대에 묶고 화물이 밀수품이 아님을 선언하는 것이었지만, 그러한 선언은 영국에 의해 받아들여지지 않을 것이었다. 영국과 전쟁 중이던 스페인은 동맹의 중립을 존중하겠다고 약속했지만, 영국은 거부했다. 네덜란드 공화국은 1781년 1월에 동맹에 가입할 계획이었으나, 영국은 조약이 체결되기 전에 이를 알아냈고, 대륙회의의 대출 협상을 위해 암스테르담으로 가던 미국 외교관 헨리 로런스를 태운 선박을 나포한 후 전쟁을 선포했다. 따라서 네덜란드는 중립국 동맹에 가입할 수 없었다.
동맹 회원국들은 그 외에는 전쟁에 참여하지 않았지만, 교전국에 의해 자신들의 선박이 수색당할 경우 공동 보복을 위협했다. 1781년, 프로이센 왕국, 오스트리아 대공국, 포르투갈 왕국이 동맹에 가입했고, 1782년에는 오스만 제국이, 1783년에는 나폴리 왕국이 가입했다.
영국 왕립 해군이 모든 연합 함대를 합친 것보다 수적으로 우세했기 때문에, 군사적 조치로서의 동맹은 예카테리나가 나중에 불렀던 것처럼 "무장된 무효성"에 불과했다. 그러나 외교적으로는 더 큰 영향력을 가졌다. 프랑스와 미국은 새로운 자유 중립 통상 원칙에 대한 지지를 재빨리 선언했다. 그렇지 않았던 영국은 여전히 러시아를 자극하고 싶지 않았고 동맹국들의 해운을 방해하는 것을 피했다. 제4차 영국-네덜란드 전쟁의 양측 모두 이 전쟁이 네덜란드를 동맹에서 제외시키려는 시도임을 암묵적으로 이해했지만, 영국은 공식적으로 이 동맹을 적대적인 것으로 간주하지 않았다. 전쟁 내내 영국 왕립 해군의 대부분의 해군 물자는 발트해에서 계속 공급되었다.

## 종결
파리 조약 (1783년)으로 전쟁이 끝나자 동맹은 더 이상 실질적인 기능을 하지 못했다.

## 같이 보기
- 미국 독립 전쟁의 외교
- 제2차 무장 중립 동맹

## 추가 자료
- De Madariaga, Isabel. Britain, Russia, and the Armed Neutrality of 1780: Sir James Harris's Mission to St. Petersburg During the American Revolution(Yale UP, 1962).
- Kaplan, Herbert H. (1995). 《Russian Overseas Commerce with Great Britain During the Reign of Catherine II》. American Philosophical Society. 127–31쪽. ISBN 9780871692184.